# LKM N2
Die LKM N2 ist ein normalspuriger Diesellokomotivtyp, der für Industrie- und Anschlussbahnen entwickelt wurde. Die Lokomotiven wurden zwischen 1951 und 1952 vom VEB Lokomotivbau Karl Marx (LKM) in Babelsberg gebaut.

## Geschichte
Die Lokomotiven waren eine Neukonstruktion in geschweißter Ausführung und die kleinsten Maschinen in Normalspur, die vom LKM gebaut wurden. Sie entsprachen in ihrer Form weitgehend den Vorkriegskleinlokomotiven der Leistungsgruppe I der Deutschen Reichsbahn. Wie viele Loks dieses Typs gebaut wurden, ist nicht genau bekannt. Nachgewiesen werden konnten bisher nur elf Fahrzeuge, die an Industriebetriebe in der DDR geliefert wurden. Erhalten geblieben sind bis heute drei N2. Eine wird vom Historische Feldbahn Dresden e. V. betreut, eine weitere befindet sich bei den Magdeburger Eisenbahnfreunden und die dritte Lok ist in der Obhut des Sächsischen Eisenbahnmuseums in Chemnitz-Hilbersdorf.

## Technik
Die Lokomotiven haben einen Außenrahmen in geschweißter Konstruktion und besitzen einen offenen End-Führerstand, der über einen ein- oder zweistufigen Aufstieg betreten wird. Unter dem halbhohen Motorvorbau ist ein wassergekühlter Zwei-Zylinder-Viertakt-Dieselmotor verbaut. Er erzeugt eine Leistung von 22 kW (30 PS), welche über ein mechanisches Zweiganggetriebe und Rollenketten auf die beiden Achsen übertragen wird. Damit erreichen die Lokomotiven eine Geschwindigkeit von 14 km/h. Gebremst werden kann mit Hilfe einer mechanischen Fußbremse, die auf beide Radsätze wirkt.